# Мусієнко Пантелеймон Никифорович
Пантелеймон Никифорович Мусієнко (нар. 11 серпня 1905, Ромни — пом. 15 січня, 1980, Київ)  — український радянський майстер кераміки, мистецтвознавець, кандидат мистецтвознавства з 1966 року; член Спілки художників України з 1939 року.

## Біографія

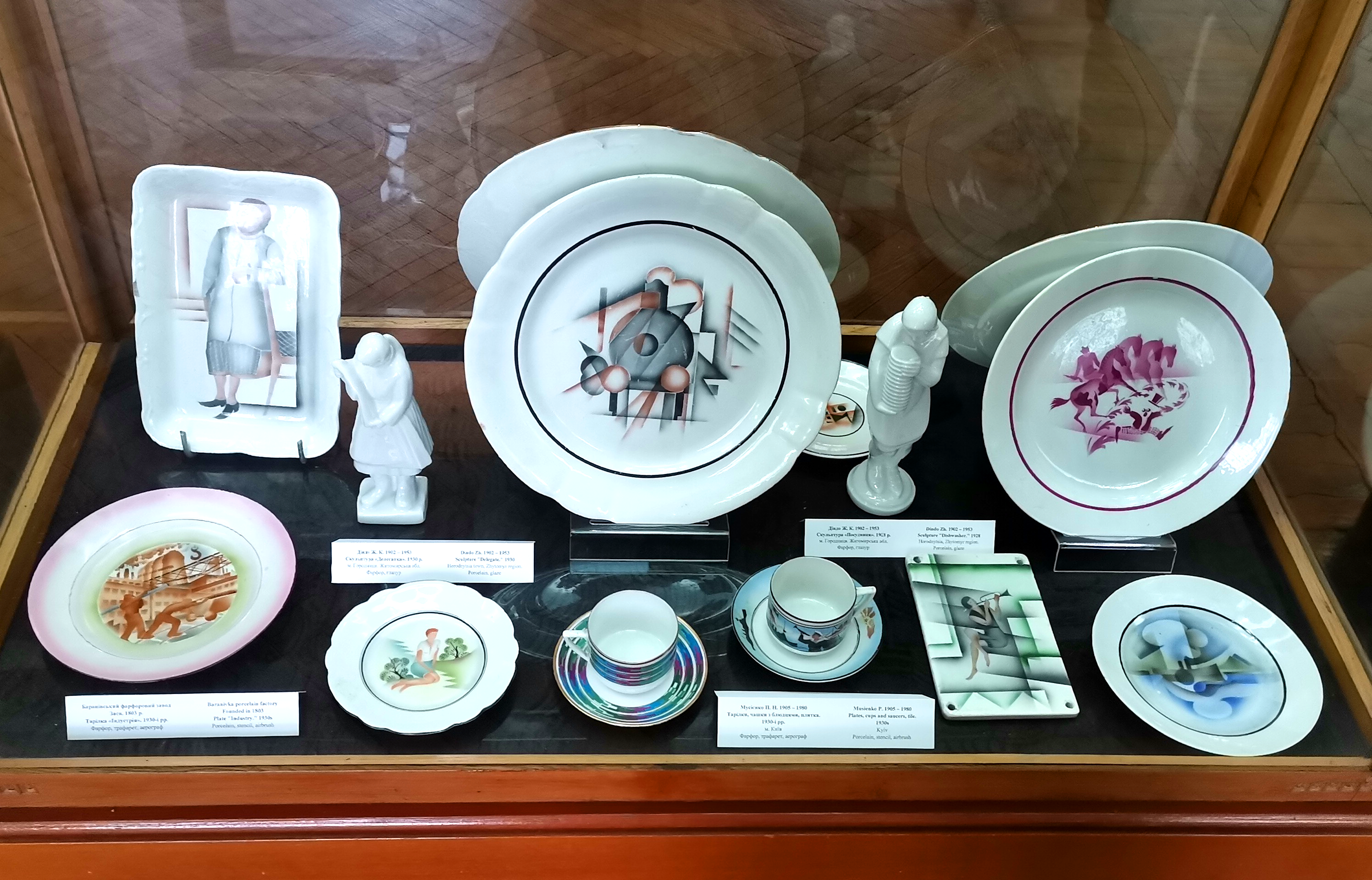
Кераміка 1930х з роботами Мусієнка Пантелеймона у музеї українського народного декоративного мистецтва

Народився 29 липня [11 серпня] 1905 року селі Лозовій поблизу міста Ромен (тепер Сумська область, Україна) у родині слюсаря-залізничника. Закінчив семирічку роменського залізничного училища. З 1919 року працював учнем машинного відділення георгіївського заводу. 1921 року був райпродкомісаром, у вільний час малював. 1925 року за рекомендацією випускника московського Строганівського училища Я. П. Манька вступив до техніко-керамічної профшколи у селі Глинську, екстерном за рік здав заліки за два курси підготовки, отримав кваліфікацію інженера, художника-кераміка. В 1926 році поступив на навчання у Межигірський художньо-керамічний технікум (викладачі Василь Седляр, Іван Падалка, Павло Іванченко — учні Михайла Бойчука). Диплом художника кераміки отримав у 1930 році як випускник Київського технологічного інституту кераміки і скла, який був створений у 1929—1930 роках на базі реорганізованого технікуму.
Впродовж 1930–1934 років — художник, начальник цеху Будянського фаянсового заводу в Харківській області, де створював зразки посуду з агітаційним змістом і декором. Одночасно навчався в аспірантурі при Харківському науково-дослідному інституті історії культури імені Дмиттра Багалія, яку закінчив у 1934 році (викладачі Всеволод Зуммер, Дмитро Гордєєв, Василь Веретенников, Стефан Таранушенко).
З 1934 року — у Києві: впродовж 1934–1935 років — викладач кіноінституту; у 1935–1938 роках — художник заводів українського фарфоро-фаянсового тресту. З 1937 року був консультантом Київської школи майстрів народної творчості. У 1938–1939 роках — викладач художньо-промислового училища; у 1939–1941 роках — методист навчального комбінату обласної промислової ради. Брав участь у німецько-радянській війні з перших днів.
Протягом 1943—1944 років працював начальником відділу Тресту Хімпробуду в місті Слов'янську. З 1944 року був призначений керівником сектору кераміки Академії архітектури УРСР і викладачем Київського художнього інституту. Протягом 1944–1948 та 1958–1962 років — науковий співробітник Академії будівництва і архітектури УРСР, у якій організував мистецьку майстерню; впродовж 1948–1958 років — старший викладач історії мистецтв Інституту театрального мистецтва; у 1962–1966 роках — старший науковий співробітник, головний художник Науково-дослідного інституту теорії, історії і перспективних проблем радянської архітектури Державного комітету цивільного будівництва і архітектури при Держбуді СРСР. 1966 року захистив дисертацію кандидата мистецтвознавства за темою «Живопис Федора Кричевського і творчі особливості його школи».
Жив у Києві в будинку на вулиці Дмитра Мілютенка № 18, квартира 135. Помер у Києві 15 січня, 1980 року. Похований у Ромнах.

## Творчість
Працював в галузі мистецтвознавства та художньої кераміки, цікавився творчістю художників XVIII століття, багато часу проводив у архівах, музеях. Публікував у періодичній пресі розвідки з історії українського мистецтва, та з історії України. Серед робіт:
- «Техніка художнього оформлення фарфору і фаянсу» (1934);
- «Художня кераміка» (1941);
- «Керамічний живопис» (1947);
- «Виробництво художньої майоліки» (1948, у співавторстві з Н. Федоровою);
- «К. Д. Трохименко — народний художник УРСР» (1950);
- «Іван Гончар» (1952);
- «Кераміка в архітектурі і будівництві» (1953);
- «Українське декоративне мистецтво» (1963, разом з Павлом Жолтовським);
- «Федір Григорович Кричевський» (1966);
- «Квіти на сонці» (1967);
- «Желєзняк О. С.» (1970, у співавторстві);
- «Сузір'я талантів. Творчість українських радянських художників» (1970);
- «Подих давнини глибокої. Історико-архітектурний нарис Києва» (1972);
- «Фотій Красицький» (1975).

Автор розвідок про українських митців, живописців та іконописців доби Гетьманщини, зокрема Івана Максимовича, Петра Петрашова, Феоктиста Павловського, Григорія Стеценка, Антона Атовича, гончаря-кахляра Сидора Перепілку, архітектора Степана Ковніра, різьбяра Прокопа Юхименка, низки статей в Українській радянській енциклопедії.
Автор розділів з історії українського живопису кінця XVIII — початку XIX століття та українського декоративного мистецтва у колективних працях «Українське декоративне мистецтво» (Київ, 1963) та «Історії українського мистецтва» (Київ, 1968—1970).
Створив понад 120 зразків розпису виробів для масової продукції заводів промисловості України. Автор сервізів і серій посуду у фаянсі, фарфорі та майоліці (1931—1935, 1959—1960).
Брав участь у всеукраїнських виставках з 1932 року, всесоюзних з 1935 року, зокрема
- у 1936—1937 роках його твори експонувалися на українській виставці народного мистецтва і художньої промисловості в Києві;
- у 1937 році брав участь в осінній виставці в Києві.

В колекції Національного музею українського народного декоративного мистецтва зберігаються близько 70 творів, розписаних рукою Пантелеймона Мусієнка. Серед них:
- чашки і блюдця від порцелянових сервізів «Флотський» та «Зима»;
- фаянсові настінні плитки й тарілки з агітаційною тематикою;
- блюда «Паровоз» і «Межигір'я»;
- керамічні набори, декоровані фляндрівкою та традиційним рослинним орнаментом[1].

Також роботи майстра зберігаються у Роменському краєзнавчому музеї.